# Vieille école à Kragujevac
La vieille école à Kragujevac (en serbe cyrillique : Стара школа у Крагујевцу - задужбина Милована Гушића ; en serbe latin : Stara škola u Kragujevcu - zadužbina Milovana Gušića) se trouve à Kragujevac, dans le district de Šumadija, en Serbie. Elle est inscrite sur la liste des monuments culturels protégés de la République de Serbie (identifiant no SK 1481).
Le bâtiment est également connu sous le nom de « Fondation Milovan Gušić » (Zadužbina Milovana Gušića).

## Présentation
Le bâtiment a été construit grâce à la fondation créée par Milovan Gušić, un riche marchand de Kragujevac. Il est aujourd'hui situé au no 12 de la rue qui porte le nom de ce philanthrope. L'école a été construite en 1893 dans le style de l'architecture urbaine de cette époque. Encore aujourd'hui, le bâtiment abrite une partie de l'école élémentaire Radoje Domanović de la ville,. `